# Густав Адолф фон Гецен
Густав Адолф фон Гецен (Глац, 12. мај 1866 — Хамбург, 2. децембар 1910) је био немачки истраживач Немачке источне Африке. Био је први Европљанин, који је дошао у Руанду. Био је гувернер Немачке источне Африке током Маџи маџи побуне, коју је угушио убивши 300.000 Африканаца.

## Детињство и младост
Гецен је студирао право на универзитетима у Паризу, Берлину и Килу између 1884. и 1887. Отишао је у војску и унапређен је 1887. у поручника 2. гардијског пука. Од 1890. до 1891. боравио је у Риму и одатле је кренуо на прву експедицију у Африку у лов на Килиманџаро. Постао је официр на војној академији и путовао је у Малу Азију са мајором Валтером фон Дистом.

## Експедиција 1893—1894
Од 1885. Карл Петерс је за потреба Немачке започео са планинарењем у областима источне Африке. Обалу Тангањике било је лако проћи. Тешко је било истраживати области у унутрашњости према белгијском Конгу. Велики делови су још увек били неиспитани. Због тога је Гецен започео експедицијом да би Немачка полагала право на области у унутрашњости.
Кренули су из Панганија на обали Тангањике 21. децембра 1893. Путовали су кроз подручје племена Масаји. Стигли су 2. маја 1894. до Русимо водопада на реци Кагери.
Прешли су реку и тако су постали први Европљани, који су ступили на тло Руанде. Руанда је у то доба била најорганизованија и веома централизирана краљевина у подручју, али номинално је већ била део немачке колоније. Путовали су кроз Руанду, срели су се са краљем (мванијем) у његовој палати у Њанзи. Дошли су до језера Киву на западном рубу краљевине.
Након пењања на планине Вирунга наставили су према западу кроз џунглу Конга. Једва су дошли 21. септембра до реке Конго. Следили су реку Конго, па су 29. новембра дошли до Атлантског океана. У јануару 1895. Гецен се вратио у Немачку.

## Аташе
Од 1896. до 1898. Гецен је био немачки аташе у Вашингтону. После тога радио је у генералштабу у Берлину, а 1900. је унапређен у капетана.

## Гувернер и Маџи Маџи побуна
Због познавања локалних услова 1901. је постао гувернер Немачке источне Африке. Брзо се суочио са великом кризом у тој немачкој колонији. Већ је раније током 1880-их и 1890-их било побуна домородаца. Међутим 1905. избила је велика Маџи-маџи побуна, која је обухватила пола немачке колоније. Била је слична по јачини Хереро ратовима у Немачкој Југозападној Африци, али мање је била запажена у немачкој јавности. Гецен је послао појачања и силом је угушио побуну. Убили су 300.000 Африканаца, а Немци су изгубили 15 Европљана и 389 афричких војника. Због лошег здравља дао је оставку 1906. на место гувернера.

## Касније године
Био је и даље активно укључен у немачку колонијалну политику. Био је члан немачке колонизационе и административне компаније. Умро је 1910. у Хамбургу.

## Геценови радови
- Durch Afrika von Ost nach West. Berlin (1895)
- Deutsch-Ostafrika im Aufstand 1905/06. Berlin (1909)